# Omlegging
Een omlegging of omleggingsreactie is een vrij breed begrip in de organische chemie. De term slaat op een organische reactie waarbij een koolstofketen van een molecule wordt herschikt tot een structuurisomeer van het oorspronkelijke molecuul. Meestal is het zo dat een bepaald substituent binnen de molecule verplaatst wordt naar een ander atoom; dit wordt een intramoleculaire omlegging genoemd. In onderstaand voorbeeld staat zo'n omlegging, waarbij een R-groep van koolstofatoom 1 naar koolstofatoom 2 wordt verplaatst:
Er zijn ook bepaalde intermoleculaire omleggingen, waarbij een substituent wordt verplaatst naar een andere molecule.
Er zijn 3 sleutel-omleggingen, die de basisreacties vormen voor andere omleggingen:
- 1,2-omlegging
- Pericyclische reactie
- Alkeenmetathese